# Kecamatan Candiroto (distrikt i Indonesien, lat -7,26, long 110,01)
Kecamatan Candiroto är ett distrikt i Indonesien.   Det ligger i provinsen Jawa Tengah, i den västra delen av landet, 400 km öster om huvudstaden Jakarta.